# Sleepy LaBeef
Sleepy LaBeef, egentligen Thomas Paulsley LaBeff, född 20 juli 1935 i Smackover i Union County, Arkansas, död 26 december 2019, var en amerikansk rockabillymusiker.
Smeknamnet "Sleepy" (sömnig) har han fått från utseendet på sina ögon.

## Diskografi

### Singlar
| År   | Tiel | Skivbolag               |
| ---- | --- | ----------------------- |
| 1957 | I’m Through / All Alone | Starday Records         |
| 1957 | I’m Through / All Alone | Starday-Mercury Records |
| 1957 | All The Time / Lonely | Starday-Mercury Records |
| 1958 | Ballad Of A Teenage Queen / Eskimo Pie | Dixie Records           |
| 1958 | Oh, Oh, I’m Falling In Love Again / One week Later                                                                                            | Dixie Records           |
| 1960 | Found Out / Can’t Get You Out Of My Mind | Gulf Records Records    |
| 1961 | Turn Me Loose / Ridin’ Fence | Crescent Records        |
| 1962 | Ride On Josephine / Walkin’ Slowly | Wayside Records         |
| 1963 | Tore Up / Lonely | Wayside Records         |
| 1963 | Drink Up And Go Home / Teardrops On A Rose | Finn Records            |
| 1963 | Ride On Josephine / Lonely | Picture Records         |
| 1965 | You Can’t Catch Me / Everybody’s Got To Have Somebody                                                                                         | Columbia Records        |
| 1966 | A Man In My Position / Drinking Again | Columbia Records        |
| 1966 | I’m Too Broke / I Feel A Lot More Like I Do Now                                                                                               | Columbia Records        |
| 1961 | Ballad Of A Teenage Queen / The Ways Of A Woman In Love                                                                                       | Columbia Records        |
| 1969 | Blackland Farmer / ? | Columbia Records        |
| ---  | - Baby, Let’s Play House - Don’t Make Me Go - Somebody’s Been Beating My Time - I Ain’t Gonna Take It - Little Bit More - Shame, Shame, Shame | not issued              |

### Album
- 1974: The Bull’s Night Out
- 1976: Western Gold
- 1978: Rockabilly 1977
- 1978: Beefy Rockabilly
- 1979: Early, Rare and Rockin’ Sides
- 1979: Downhome Rockabilly (Sun Records)
- 1979: Downhome Rockabilly (Charley Records)
- 1979: Rockabilly Heavyweight (with Dave Travis)
- 1979: Sleepy LaBeef and Friends (Ace Records)
- 1979: Sleepy LaBeef and Friends (Ace-Chiswick Records)
- 1980: Early, Rare and Rockin’ Sides (re-release)
- 1980: Downhome Rockabilly (re-release)
- 1981: It Ain’t What You Eat (Rounder Records)
- 1982: Electricity (Rounder Records)
- 1992: Nothin’ But The Truth (Rounder Records)
- 1994: Strange Things Happening (Rounder Records)
- 1995: The Human Jukebox (Rounder Records)
- 1996: I’ll Never Lay My Guitar Down (Rounder Records)
- 1996: Larger Than Life (6 CD-Box, compilation)
- 1997: A Rockin’ Decade
- 1999: Flyin’ Saucer Rock’n’Roll: The Very Best Of Sleepy LaBeef
- 1999: The Bulls’s Ride Out & Western Gold
- 2000: Tomorrow Never Comes
- 2001: Rockabilly Blues
- 2001: Road Warrior
- 2003: Johnny's Blues: A Tribute To Johnny Cash
- 2008: Roots
- 2008: Sleepy Rocks (Bear Family anthology)